# Alessa Ries
Alessa Ries (1981) è un'ex nuotatrice tedesca.

## Biografia
Specializzata nello stile libero, è stata campionessa europea nel 2002 nella staffetta 4x200m sl.

## Palmarès
- Europei

Berlino 2002: oro nella 4x200m sl.
- Europei in vasca corta

Antwerp 2001: bronzo nei 200m sl.